# Hiltrude
Pour les articles homonymes, voir Hiltrude (homonymie).

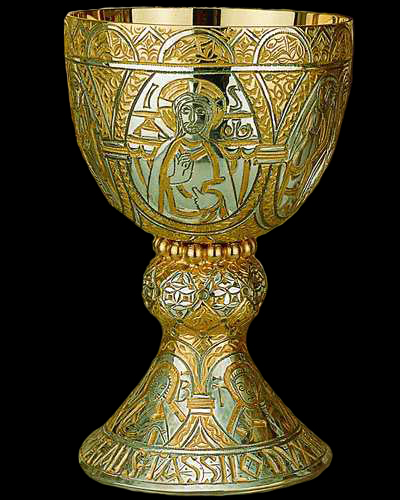
Hiltrude.

Hiltrude, Chiltrude ou Chiltrudis († 754), est une duchesse de Bavière par mariage, et une fille de Charles Martel et de sa première épouse Rotrude.

## Biographie
À la mort de son père, elle profite des troubles occasionnés par sa belle-mère Swanahilde et son demi-frère Griffon, qui réclame sa part de l'héritage, pour quitter le royaume des Francs et se réfugier en Bavière, où elle épouse le duc Odilon contre le gré de ses deux frères Carloman et Pépin. Ceux-ci commencent par enfermer Griffon et Swanahilde, puis soumettent Hunald, duc d'Aquitaine, qui soutenait Griffon, avant de s'occuper de la Bavière. En 744, Odilon ne peut pas empêcher Carloman d'atteindre l'Inn et doit se soumettre. Carloman lui laisse la Bavière, mais obtient la cession du Nordgau,.
Odilon meurt en 748, laissant un fils, Tassilon III, âgé de sept ans. Hiltrude devient alors régente et accueille Griffon, que Pépin venait de libérer, et ne parvient pas à l'empêcher de se faire reconnaître duc de Bavière. Mais Pépin intervient, capture Griffon et réinstalle son neveu comme duc de Bavière, sous la régence d'Hiltrude. 
Hiltrude meurt en 754 et est inhumée près de son mari à Hostenhoven.